# Seriemorden på Gilgo Beach
Seriemorden på Gilgo Beach är benämningen på en serie mord som skedde från början av 1990-talet fram till 2011. Flera av offrens kvarlevor hittades under 2010 och 2011 i samband med en polisundersökning av området längs Ocean Parkway nära Gilgo Beach på Long Island i Suffolk County, New York. Offren var kvinnor i åldern 20–34 år, varav några hade varit försvunna i flera år innan de hittades. Sökandet inleddes efter försvinnandet av Shannan Gilbert, som precis som flertalet andra offer, arbetade som eskort och annonserade på Craigslist. I sökandet hittades totalt 11 döda kroppar runt området kring Gilgo Beach.
Netflixdokumentären Gone Girls: The Long Island Serial Killer handlar om fallet.

## Den misstänkte gärningsmannen
Den misstänkte gärningsmannen, Rex Heuermann, arresterades i juli 2023 utanför sitt arkitektkontor på Manhattan, efter att ha figurerat i utredningen drygt ett år. Han åtalades inledningsvis för tre mord. I januari 2024 åtalades han för ett fjärde mord. Under 2024 åtalades han för ytterligare tre mord. Heuermann nekar till samtliga åtal och underkänner de DNA-bevis som finns.